# Sargento de armas
Los sargentos de armas era una compañía de guardia noble que servía a pie y a caballo, instituida a principios del siglo XII por Felipe Augusto con el objeto de hacer el servicio cerca de su Real persona y acompañarle, guardarle en todas las expediciones, viajes, etc. 
Los sargentos de armas (sirvientes armorum) se cree que al principio formaron una compañía de ciento cincuenta a doscientos hombres, todos de conocida calidad y nobleza y de acreditado valor y buena conducta. Gozaban de muchos y relevantes privilegios y optaban al gobierno de los castillos y fortalezas situadas en las fronteras del reino, con buenos sueldos y gages: solamente podían ser juzgados por el rey o por su condestable y su empleo no cesaba con la muerte del Soberano como sucedía con otros de la Casa Real. Estaban armados de pies a cabeza y por la noche se cubrían con unas capas forradas de pieles, con su capucha. Sus armas eran la maza, la lanza y el arco usando indistintamente de flechas cuadradas o puntiagudas. 
Cuando entraban de guardia cerca del Rey debían estar armados y dejando la lanza arrimada, se colgaban el arco y el carcaj y tenían la maza apoyada sobre el hombro a manera de nuestros alabarderos: en este servicio usaban el capacete, por ser de a pie; pero en campaña, que servían a caballo, debían llevar precisamente el yelmo. Puede creerse que los sargentos de armas en Francia fueron los primeros guardias de corps, pues estos prestaban con poca diferencia el mismo servicio.